# Chapelle Saint-Clamens
La chapelle Saint-Clamens, située dans la commune de Belloc-Saint-Clamens (Gers), est une chapelle romane du XIe siècle.

## Localisation

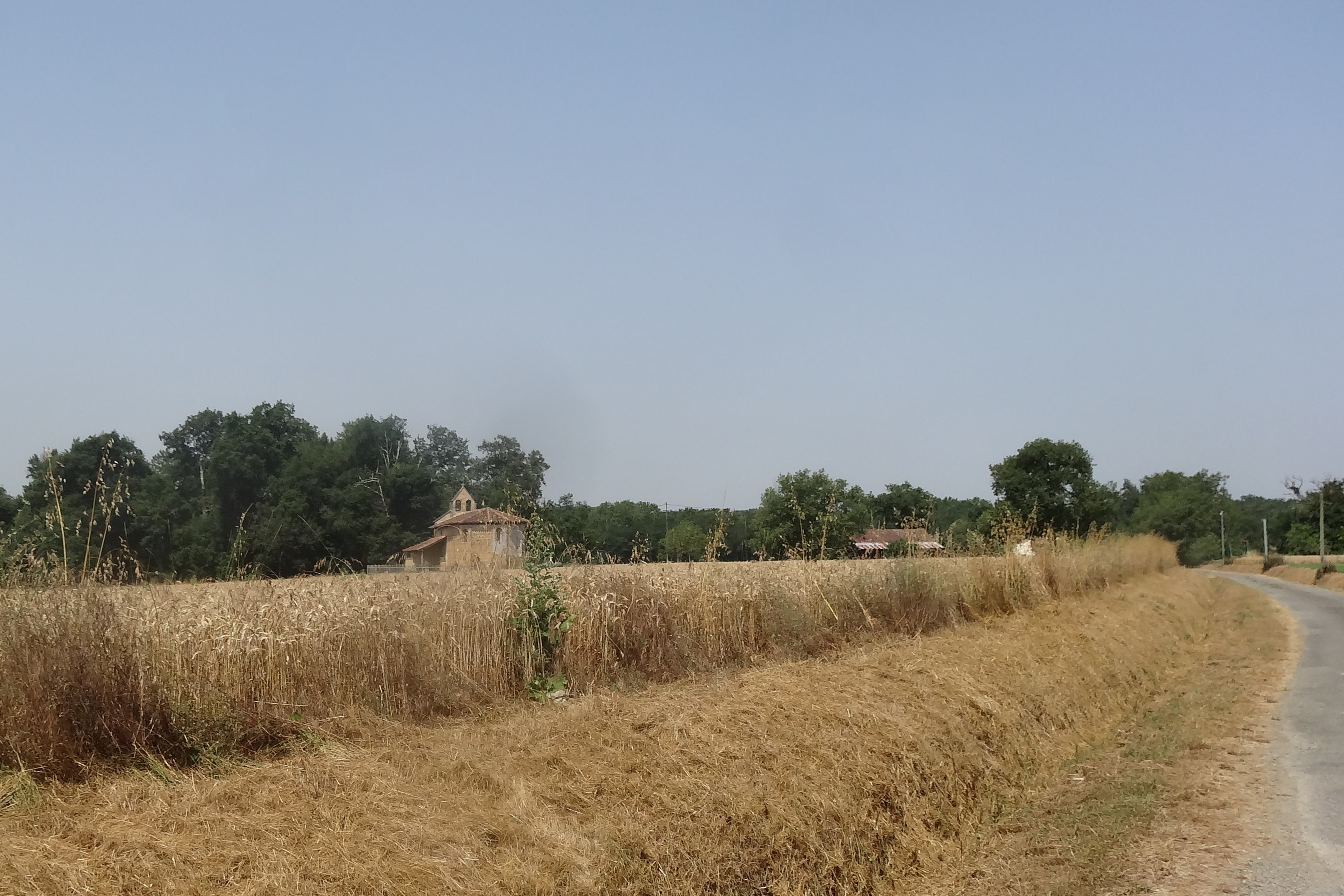
Le monument se situe dans un cadre isolé.

La chapelle était le siège de la paroisse Saint-Clamens et d’une abbaye disparue, la commune de Saint-Clamens fut rattachée en 1822 à celle de Belloc pour former Belloc-Saint-Clamens, à 5 km au nord de Mirande. Elle était située sur un chemin du pèlerinage de Saint-Jacques-de-Compostelle.

## Histoire
La chapelle fut édifiée non loin de la villa romaine des Antistii et on y retrouve des remplois (un cippe funéraire, découvert en 1886, et un sarcophage servant de socle à l’autel). Elle est dédiée à saint Clément, dont « Clamens » est la forme gasconne. Elle n’a pas subi de remaniements majeurs au cours de l’histoire, si ce n’est la construction d’une annexe au sud-ouest, se prolongeant en emban (auvent) au-dessus du portail méridional élevé au XVIe siècle. Les dates 1565 et 1751 correspondant aux restaurations sont gravées dans la construction. 
Elle est classée au titre des monuments historiques depuis le 2 octobre 1890.

## Architecture
La chapelle, de petites dimensions (14,10 m de long sur 7,60 m de large), se compose d’une nef unique rectangulaire et d’un chœur polygonal. L’abside est renforcée aux angles par trois contreforts peu saillants mais très larges, dans lesquels sont pratiquées des fenêtres.
La façade ouest porte un clocher-mur simple à deux baies. La chapelle n’est pas voûtée mais est seulement couverte d’un plafond en lambris.
L’appareil des murs est remarquable par ses grandes dimensions et l’usage de blocs plus hauts que larges, des lits plus étroits, un ensemble de pratiques inusitées dans la région. De la même manière, les arcs des fenêtres, à l’extérieur, reposent sur des colonnes et des chapiteaux qui ne semblent pas correspondre à l’organisation des ouvertures.
Le sarcophage support de l’autel est une œuvre de l’école d’Arles, en marbre blanc de Saint-Béat, du IVe siècle. Le décor sculpté représente des putti, petits génies ailés jouant au cerceau, encadrant un médaillon circulaire où se trouve le portrait d’un jeune homme, probablement le défunt.
La chapelle contient une cuve baptismale gothique, octogonale, ornée sur chaque face d’un double arc polylobé contenant des visages assez dégradés.
Une peinture murale a été dégagée en 1966 dans la nef : datant probablement de la restauration du XVIe siècle, elle devait surmonter un autel disparu et représente une crucifixion. Dans le chœur, une autre fresque représente saint Clément et un moine.

## Galerie

La chapelle Saint-Clamens
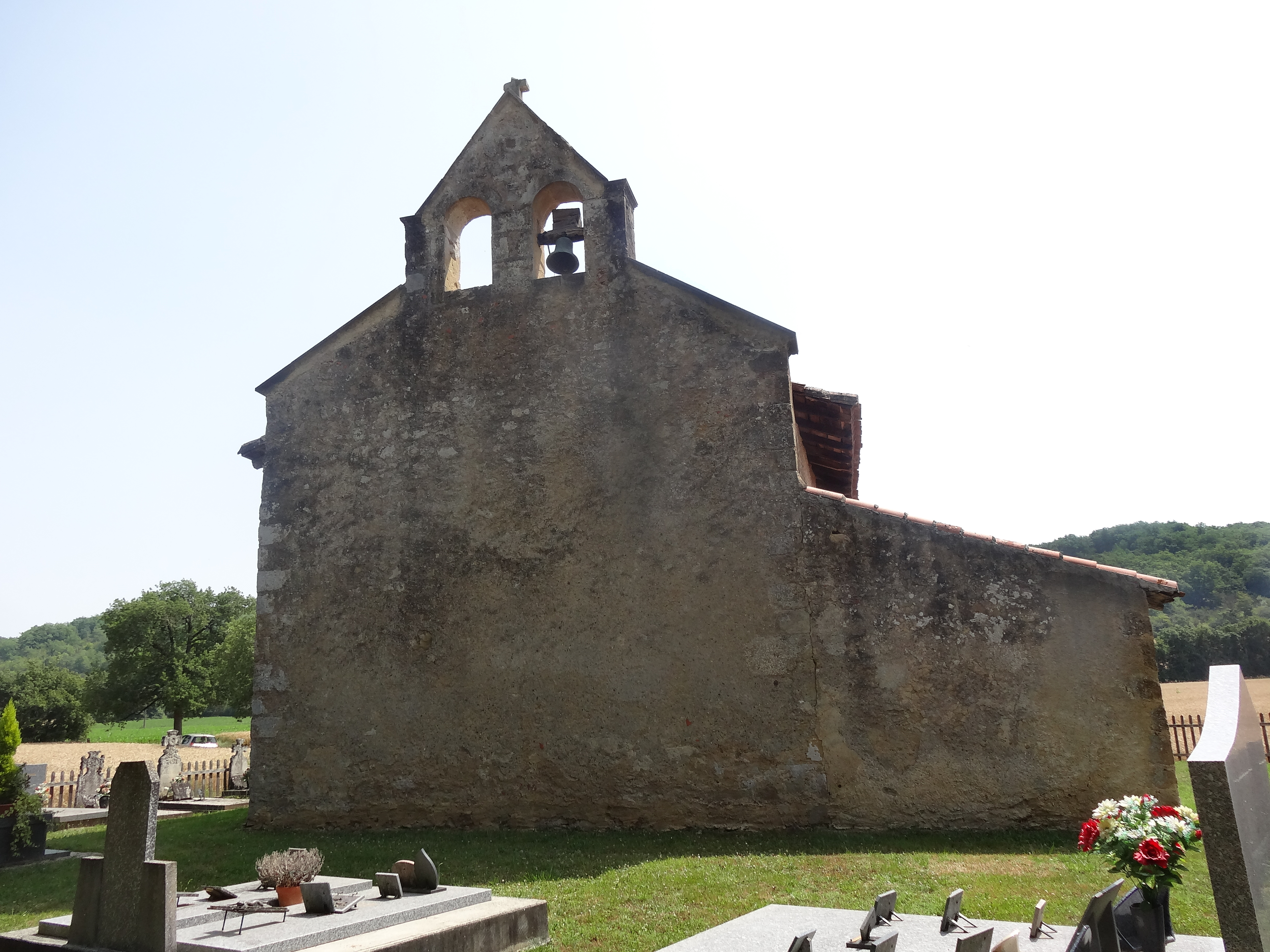
Le clocher-mur.
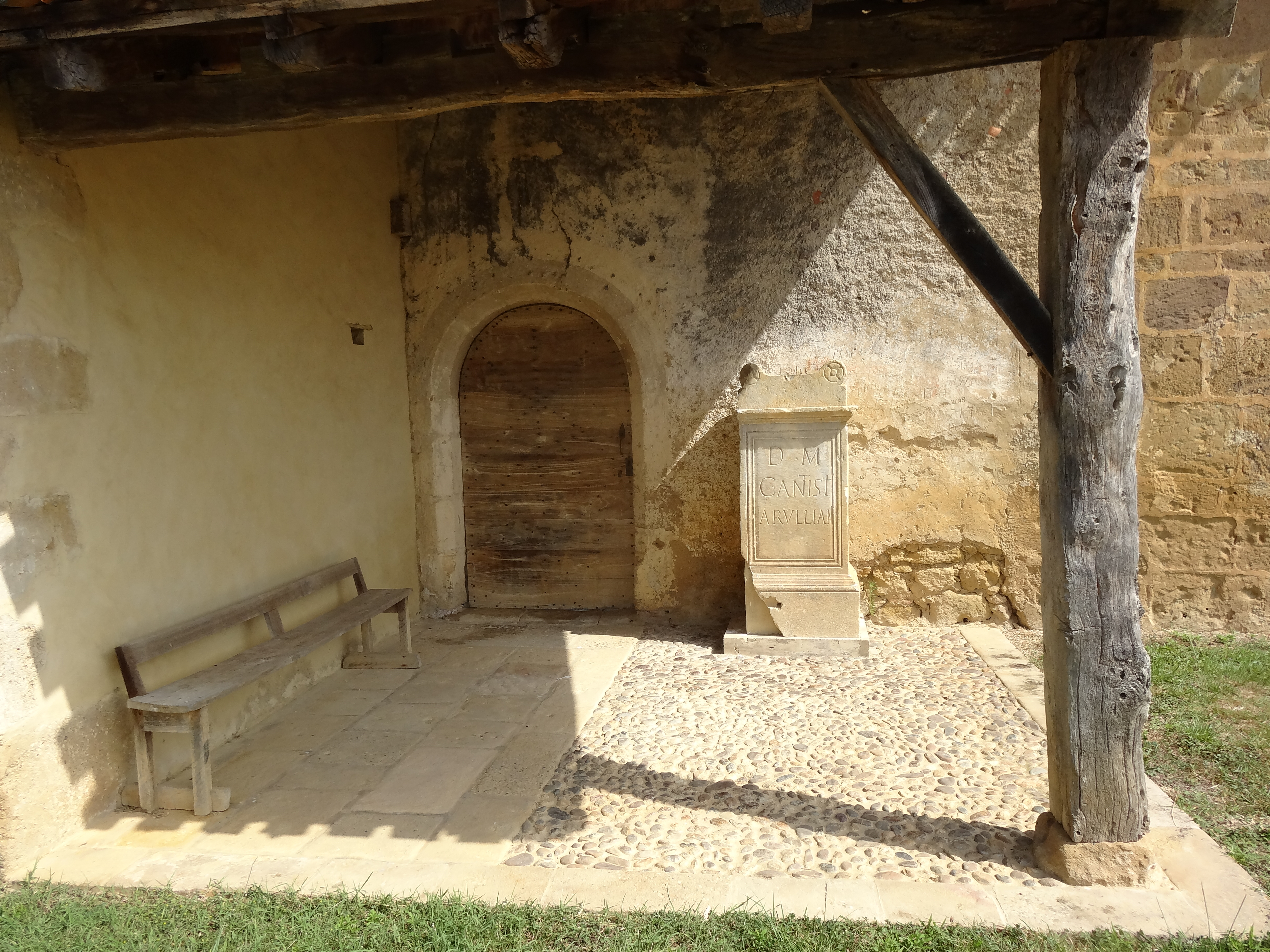
L'emban abritant le cippe.
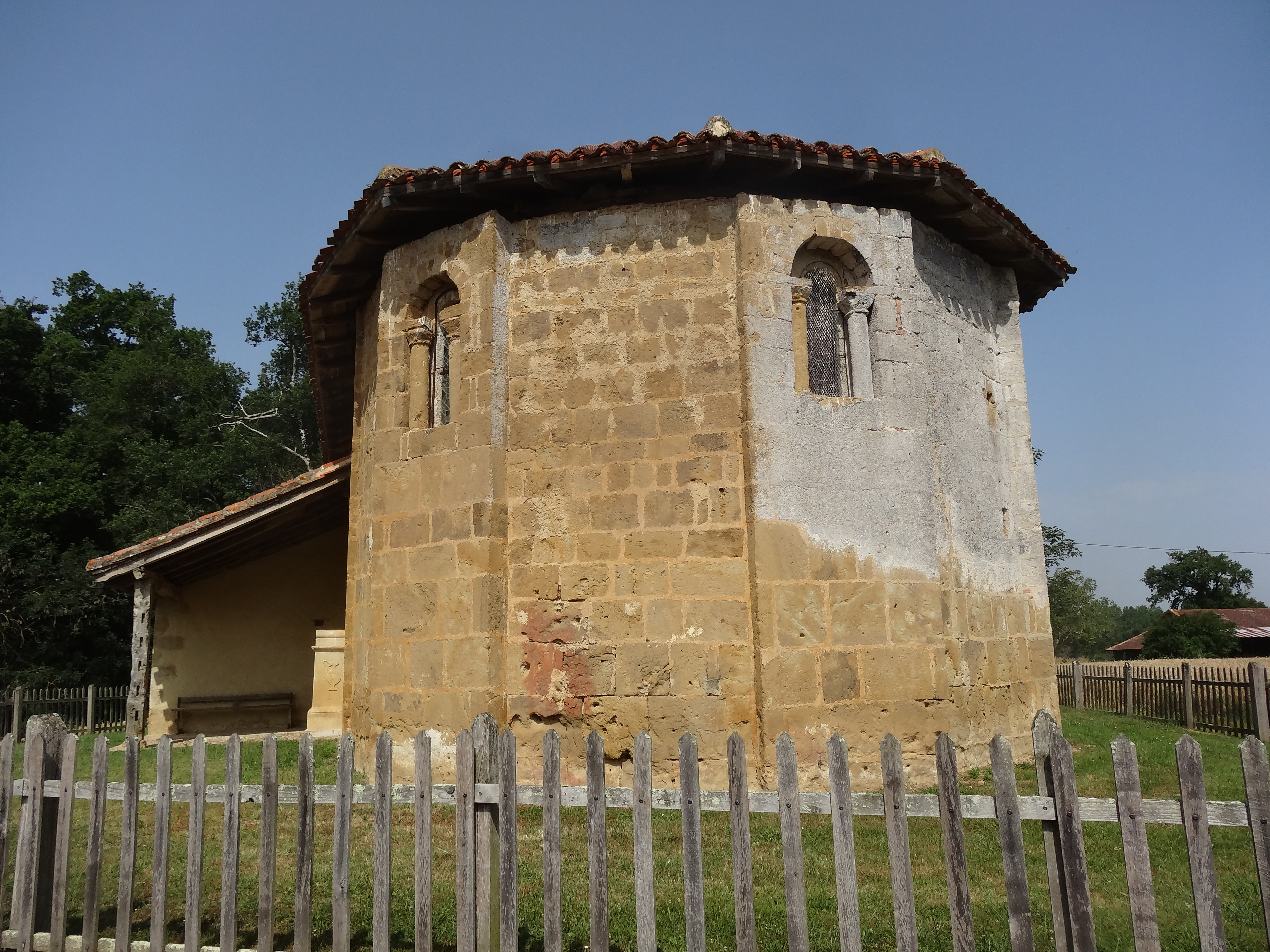
L'emban ainsi que le chevet et ses fenêtres encadrées de colonnettes.
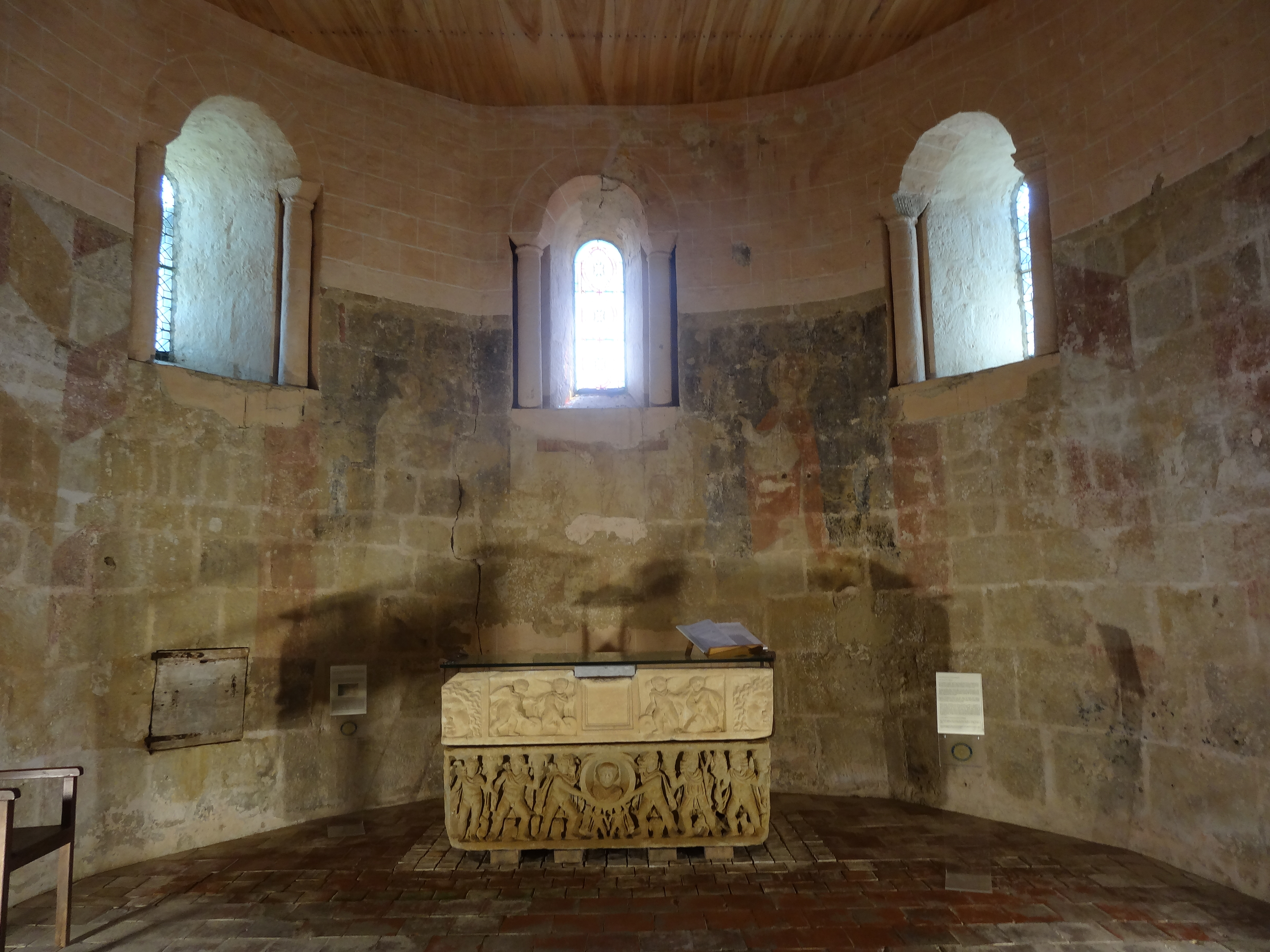
Le chœur avec le sarcophage.
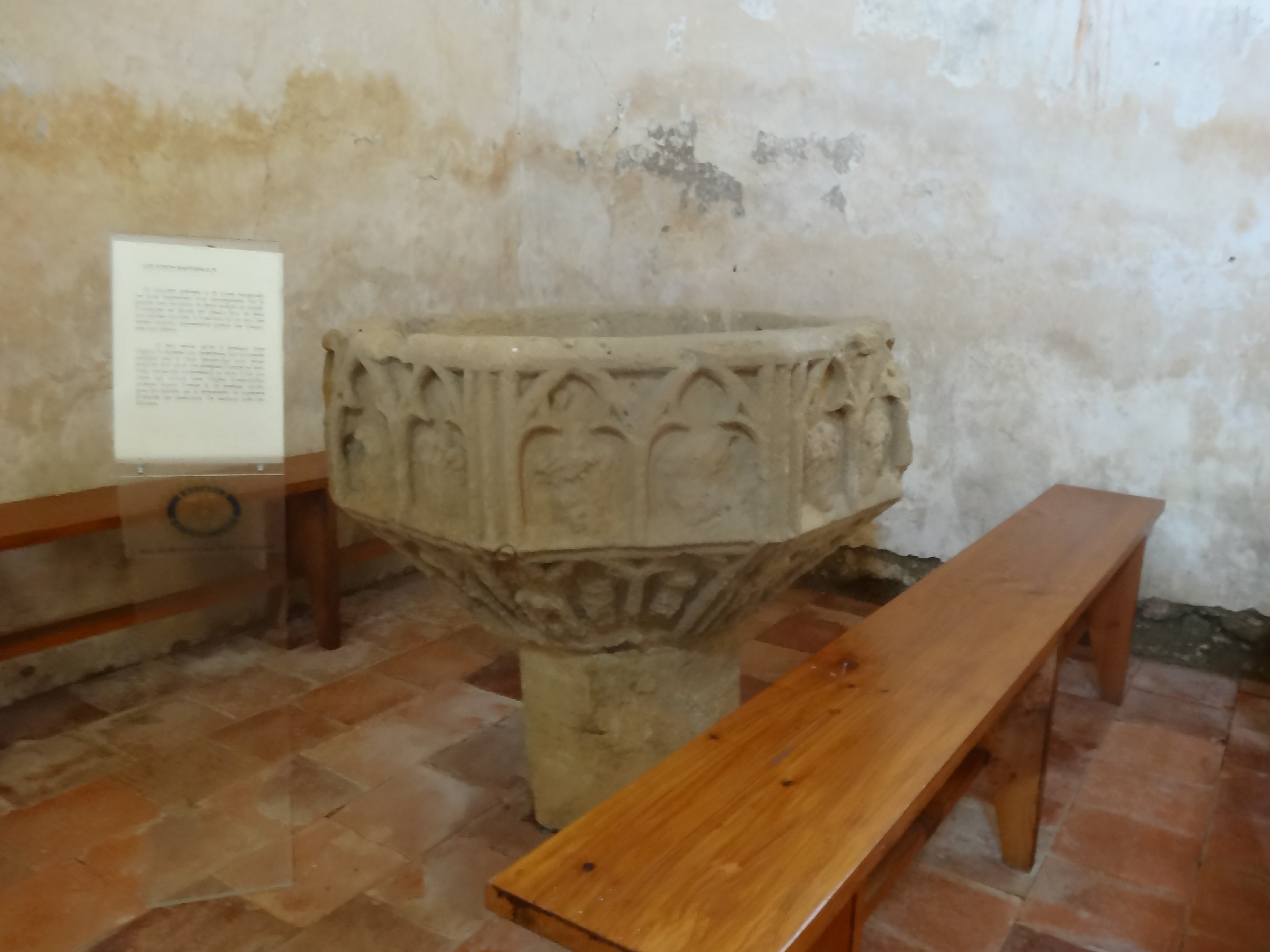
Fonts baptismaux.
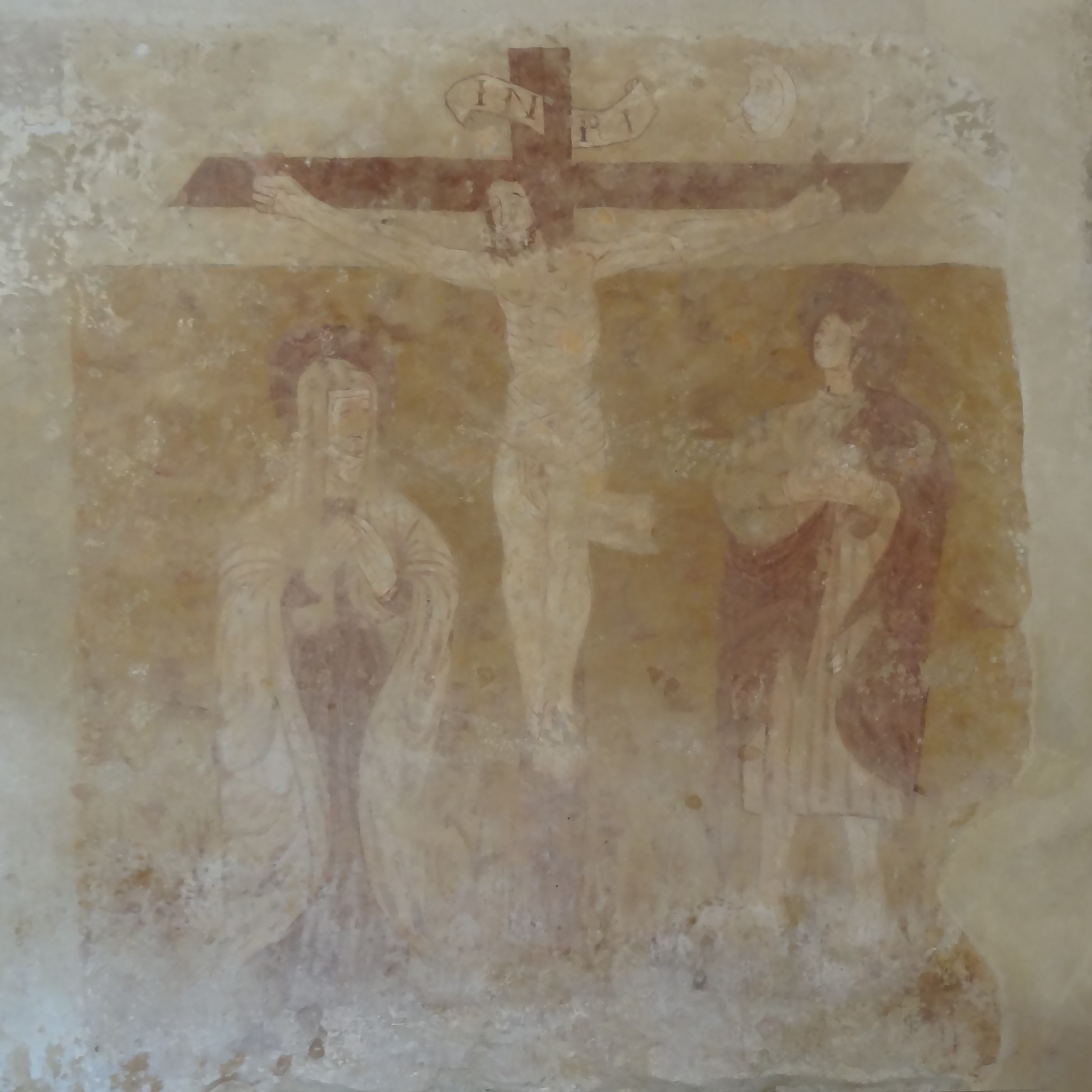
Une des peintures murales ornant l'intérieur de la chapelle.
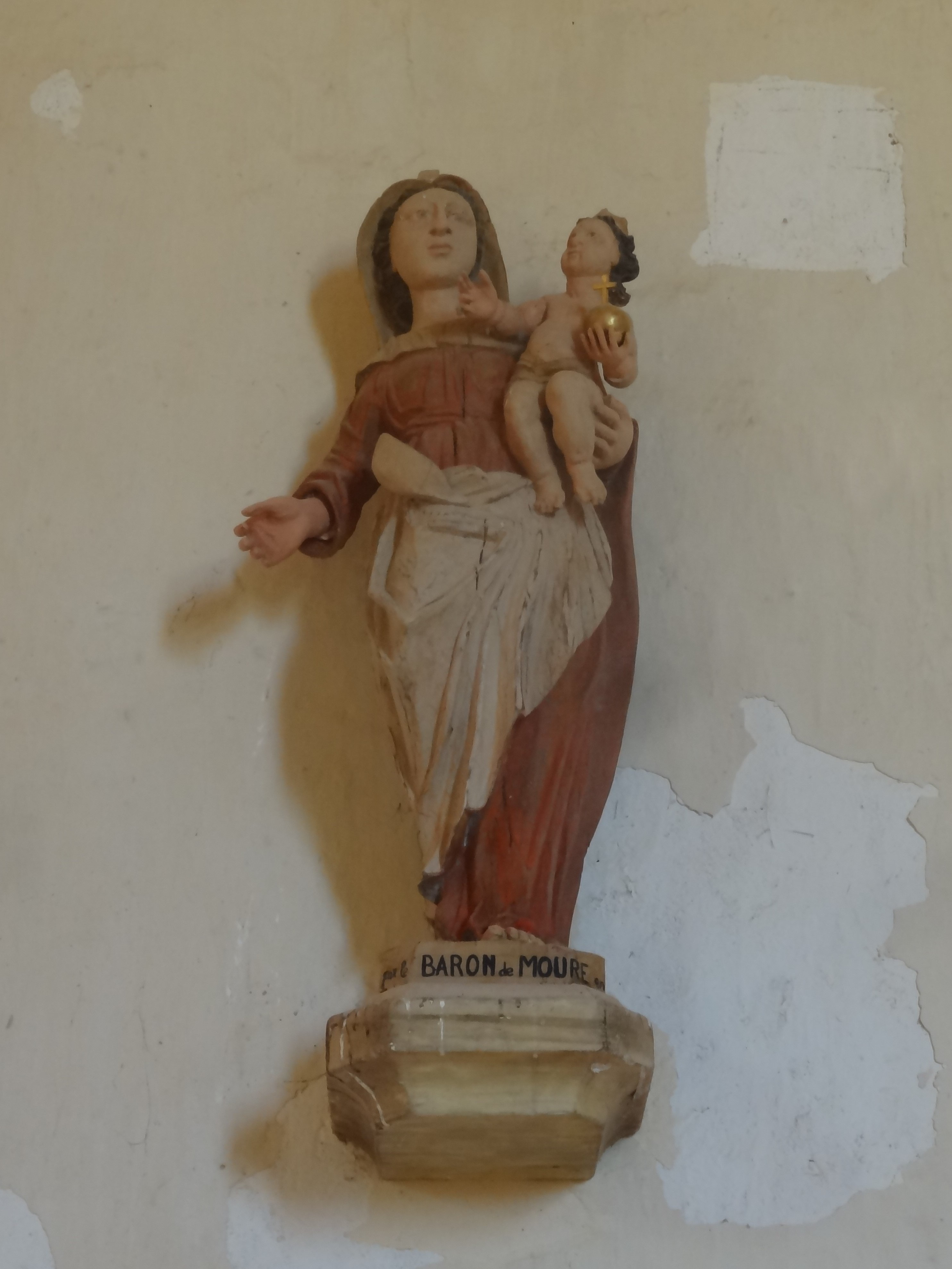
Statue de la Vierge à l'Enfant.
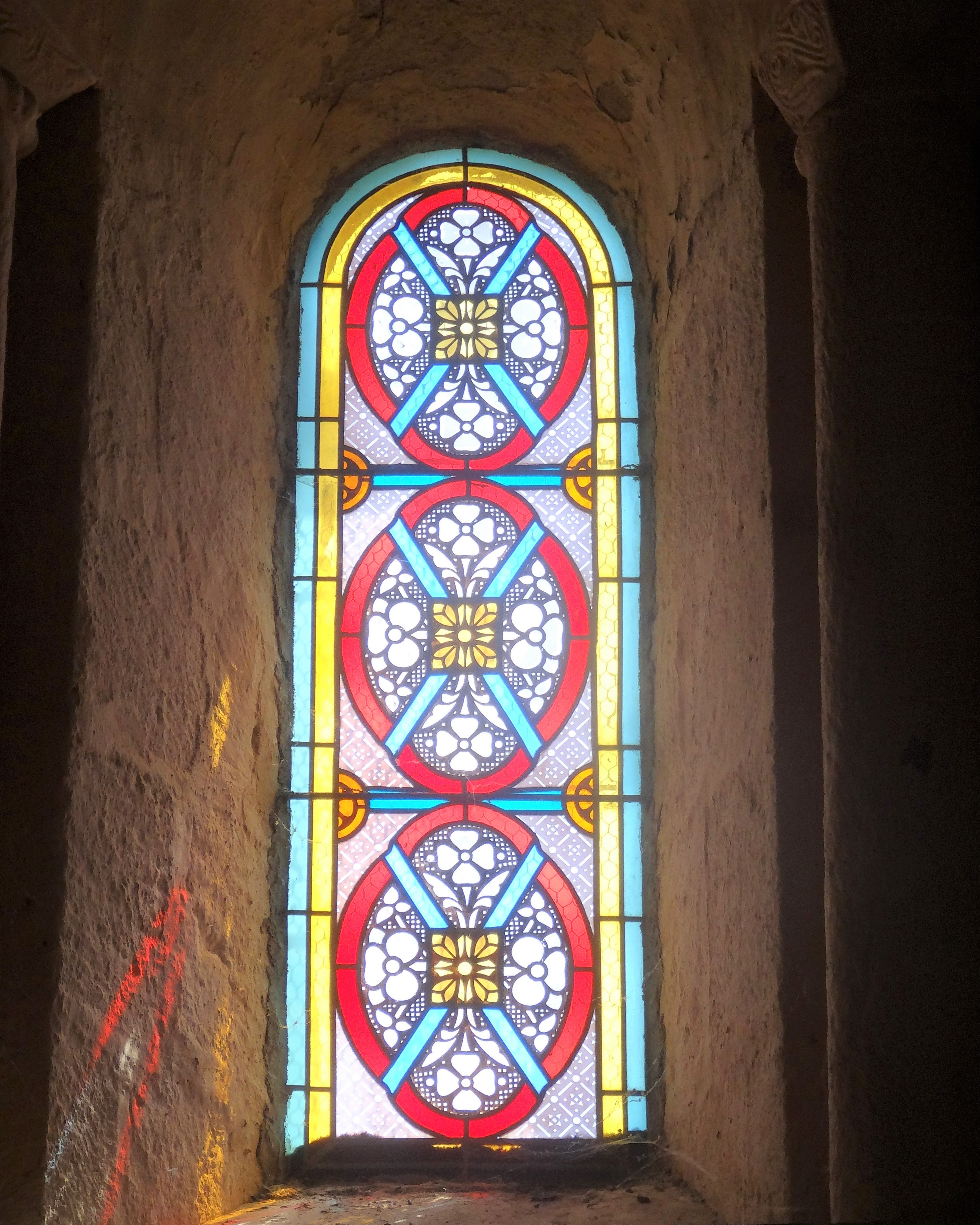
Vitrail.